# Wojciech Matecki
Wojciech Matecki (ur. 9 lutego 1941 w Krzysztoforii) – polski polityk, urzędnik państwowy, senator III kadencji.

## Życiorys
Absolwent Państwowego Technikum Hodowlanego w Nawojowej. Ukończył studia z zakresu mechanizacji rolnictwa w Wyższej Szkole Rolniczej w Lublinie. W 1976 na tej samej uczelni uzyskał stopień doktora nauk technicznych. Pracował w Państwowym Ośrodku Maszynowym, Instytucie Sadownictwa i Kwiaciarstwa w Skierniewicach, następnie od 1974 jako dyrektor Zakładu Doświadczalnego Mechanizacji Ogrodnictwa. Jest autorem około 30 patentów i wzorów użytkowych.
Sprawował mandat senatora III kadencji wybranego z ramienia Polskiego Stronnictwa Ludowego w województwie skierniewickim (1993–1997). Pod koniec lat 90. został pracownikiem Najwyższej Izby Kontroli. Do 2007 kierował delegaturą w Katowicach, następnie został doradcą prezesa NIK.
W 2000 odznaczony Krzyżem Kawalerskim Orderu Odrodzenia Polski.